# Einsiedelei in der Naif

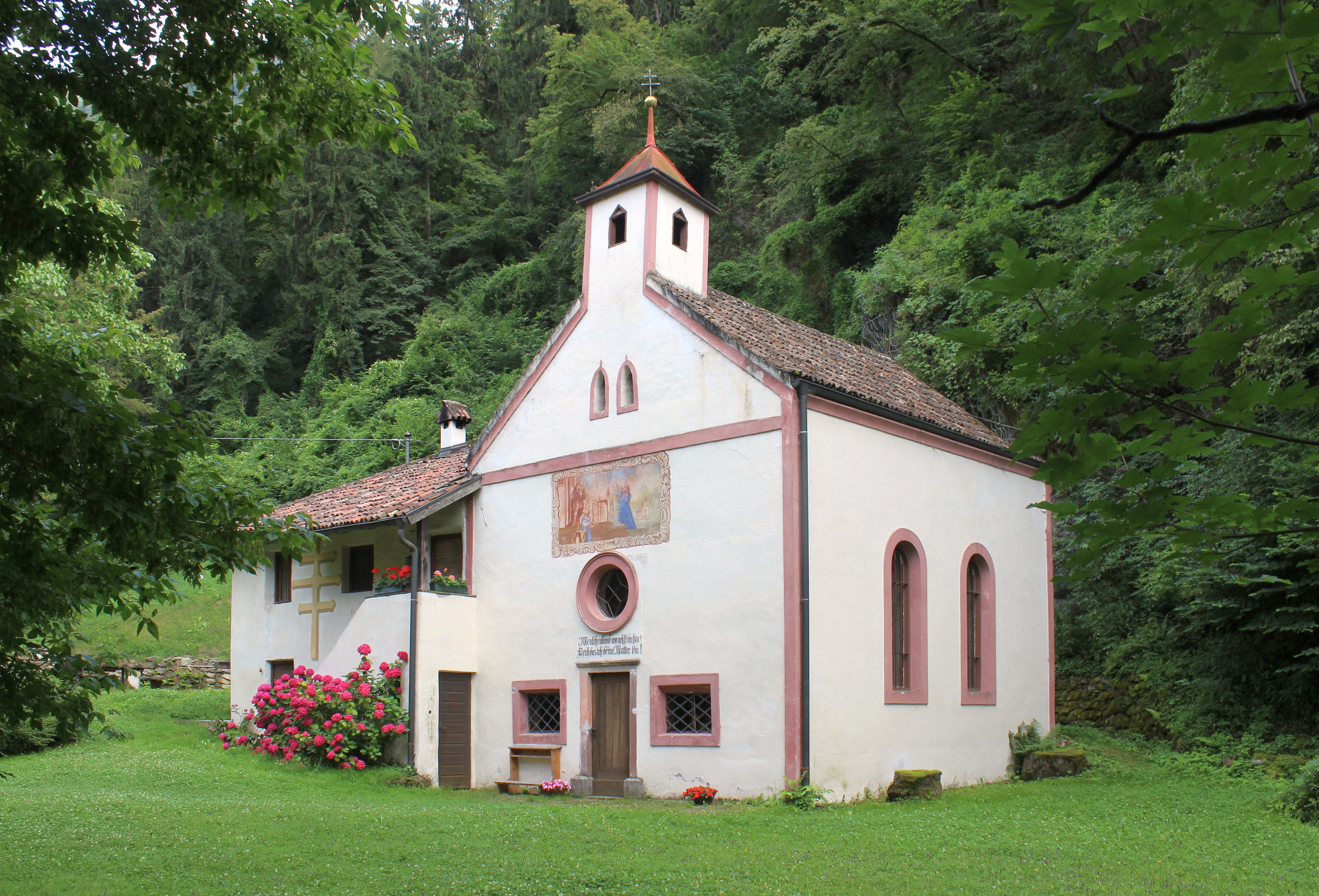
Einsiedelei in der Naif

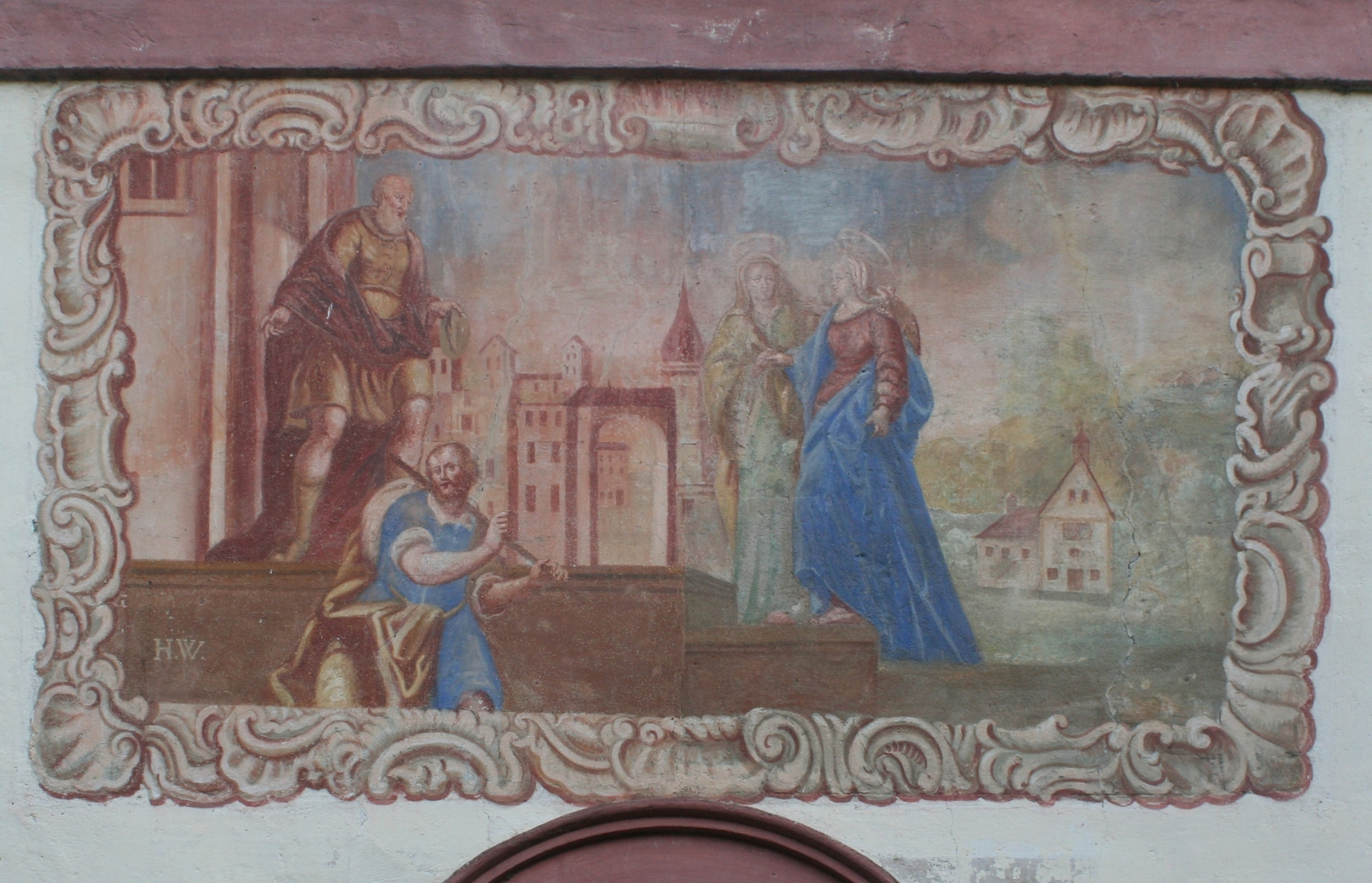
Außenfresko

Die Einsiedelei Unsere Liebe Frau in der Naif bei Meran in Südtirol ist ein geschütztes Baudenkmal. 

## Geschichte
1698 genehmigte der Bischof von Trient den Bau und Gottesdienst in der Marienkirche in der Bergschlucht Naif. Der Pfarrchronik zufolge, baten dort die Maiser um Schutz vor Überschwemmung des Naifbaches. 1703 kam eine Einsiedelei hinzu, vermutlich von Eremiten des Algunder Kloster Josefsberg besiedelt. Im lateinischen Visitationsbericht vom 30. Juni 1723 wird die Kapelle folgendermaßen beschrieben:

„Laudamus eorum devotionem in excolenda Capella ibidem exstructa et vitae integritatem nobis perspectam, eosdem monemus, ut juxta suam obligationem frequentius in Ecclesia parochiali compareant diebus dominicis et festis ac processionibus ibidem interveniant.“

Im Zuge der Josephinischen Reformen schloss Kaiser Joseph II. 1782 die Einsiedelei. Früher fanden von Mais aus zweimal jährlich am letzten Freitag im Mai und an Mariä Heimsuchung Wallfahrten oder Bittgänge zur Kapelle statt. Dabei fanden sich auch zahlreiche Pilger mit Marienbilder ein. Am 20. Juni 1980 erfolgte die Unterschutzstellung von Seiten des Südtiroler Landesdenkmalamtes.  